# Estadio Alfonso Lastras
Estadio Alfonso Lastras is een stadion in San Luis Potosí, Mexico, vernoemd naar regionale bekendheid Alfonso Lastras Ramírez. Het stadion is de thuishaven van voetbalclub Club San Luis. Verder worden er in het stadion regelmatige muziekoptreden gehouden, waaronder concerten van Maná.